# Federazija (Gebäude)
Federazija (auch Federation Tower, russisch Федерация; dt. „Föderation“) ist der Name eines von 2005 bis 2017 erbauten Wolkenkratzers im Moskauer Geschäftsviertel Moskau City.
Der Gebäudekomplex setzt sich aus zwei Türmen zusammen: Der 374 Meter hohe Turm mit 95 Etagen besitzt den offiziellen Namen Wostok, der 244 Meter hohe Turm mit 63 Etagen den Namen Sapad (deutsch entsprechend „Osten“ und „Westen“ bzw. „Orient“ und „Okzident“). Zwischen den Türmen war eine 506 Meter hohe, auf mehreren Ebenen mit den beiden Türmen verbundene Antenne geplant. 2014 wurde jedoch entschieden, diese nicht zu bauen, und der bereits errichtete untere Teil wurde wieder abgetragen.
Der Komplex sollte laut Plan im Jahr 2011 fertiggestellt werden. Zunächst wurde mit dem Bau des kleineren Westturms begonnen, der im Jahr 2008 fertiggestellt wurde. Es folgte der Bau des Ostturms, der jedoch aufgrund der Finanzkrise unterbrochen wurde. Zwischenzeitlich sollte er mit nur 243 Meter Endhöhe vollendet werden. Im Herbst 2011 kaufte die russische Sberbank das 85. und 86. Stockwerk für ihr eigenes VIP-Büro im höheren Ostturm und gab einen Kredit in Höhe von 370 Mio. US-Dollar für die Beendigung des Bauvorhabens in ursprünglicher Gestaltung im Jahre 2014.
Architekten des Gebäudes sind der Berliner Sergei Tchoban und der Hamburger Peter Schweger. Die Baukosten waren ursprünglich mit rund 390 Millionen Euro angesetzt. Das Gebäude hat in den oberen beiden Etagen Restaurants, eine Aussichtsplattform und einen Fitnessclub mit Schwimmbad. 30 Etagen belegt die russische Bank VTB, die zunächst 50 % der Investitionssumme finanzierte. Daneben ist ein großer Teil des Ostturms für das Luxushotel Grand Hyatt Moscow reserviert.
Am 2. April 2012 brach im 67. Stockwerk des Ostturms in einer Höhe von etwa 250 Metern ein Brand aus. Auch darunter liegende Stockwerke wurden von dem Feuer erreicht, das von der Feuerwehr unter Einsatz von Hubschraubern unter Kontrolle gebracht werden konnte.